# Professor Jamil
Professor Jamil é um município brasileiro do estado de Goiás. Sua população, estimada pelo Instituto Brasileiro de Geografia e Estatística (IBGE), era de 3 649 habitantes em 2022.